# Palacio de los Duques de Medinaceli

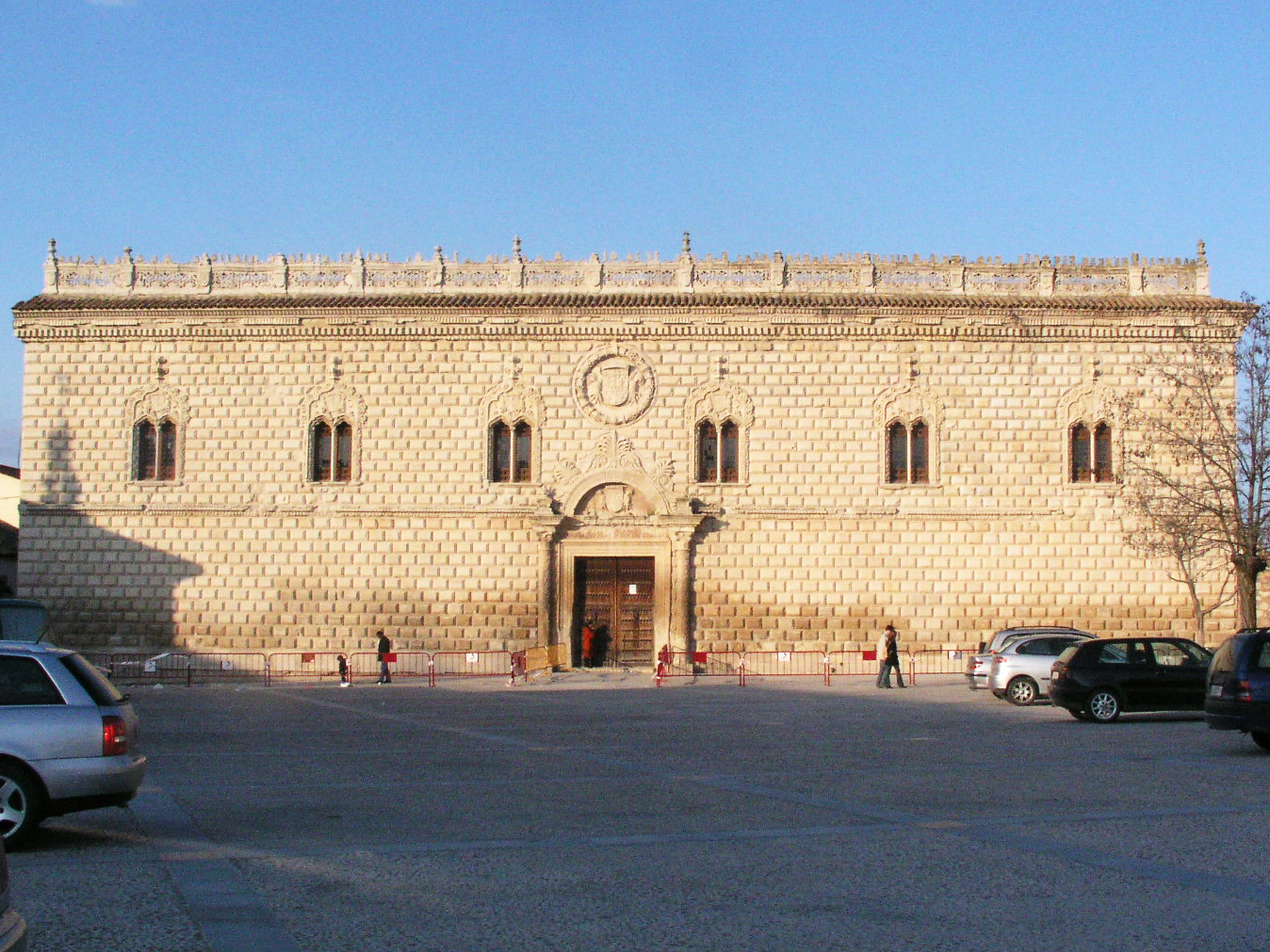
Palatset i Cogolludo.

Palacio de los Duques de Medinaceli eller Cogolludo Ducal Palace är ett palats i   renässansstil som finns i Cogolludo, (Guadalajara, Spanien).
Det började byggas 1492–1495 av familjen Mendoza och arbetena avslutades 1502.
Palatset var tänkt som en ren renässanbyggnad och var det första att bryta med den tidigare (protorenässansen). Byggnaden uppfördes av Luis de la Cerda y Mendoza för dottern till Rodrigo Diaz de Vivar y Mendoza, som hette Leonor och var gift med Rodrigo de Mendoza. Arkitekt var Lorenzo Vázquez de Segovia. Slottet ligger vid stadens torget, vilket ger torget en emblematisk karaktär.

## Arkitektur

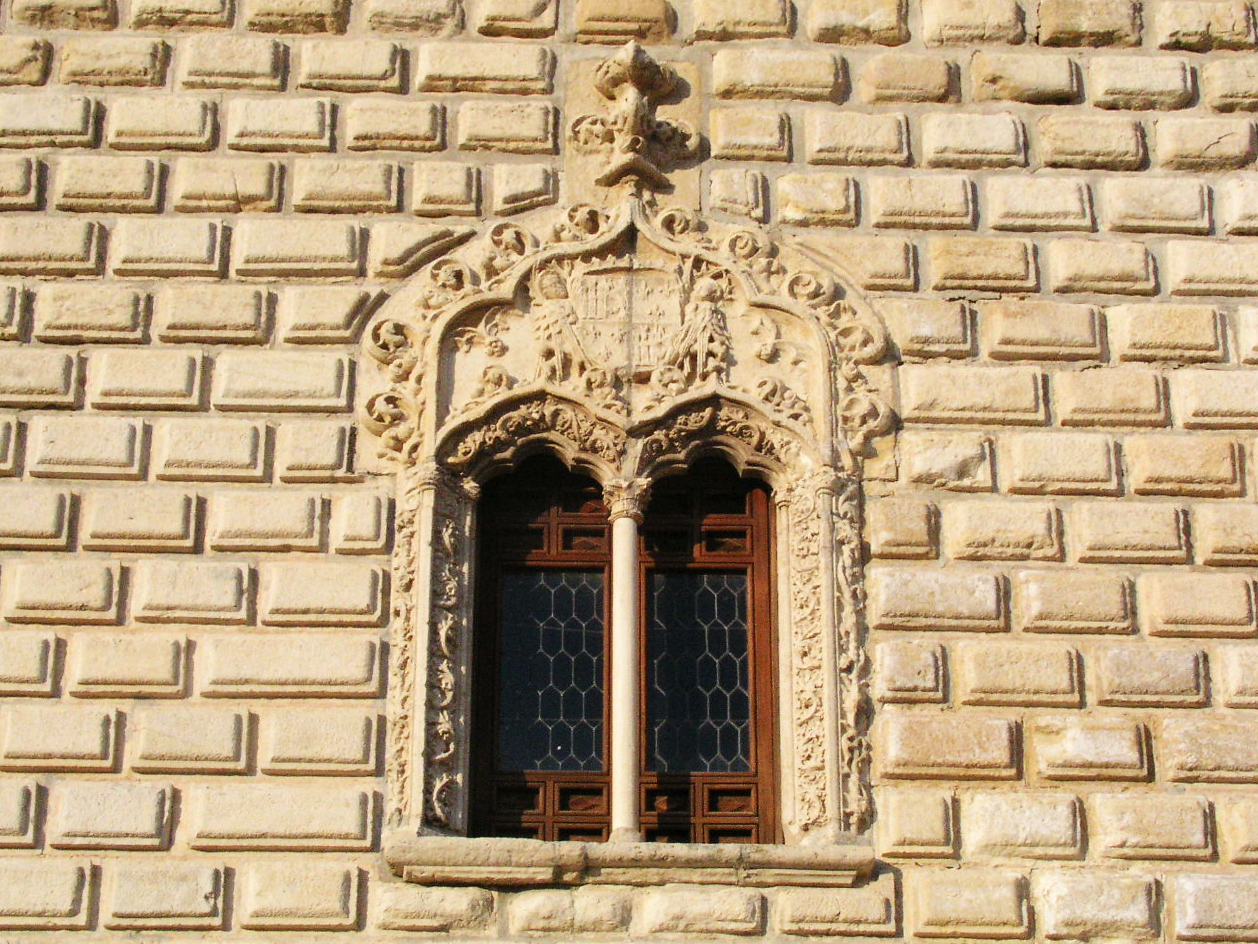
Fönster.

Det finns en övervikt av horisontalitet och symmetri i byggnadens utformningen. Utmärkande är också frånvaron av torn, drag som är typiska inslag i den spanska palatsarkitekturen, och en mänsklig skala i volymerna, allt fullt identifierbart med renässansstilen. Men fönstren som är delade och en upprepad användning av kammar visar en viss gotisk påverkan. Man har gjort ett försök att ta bort kammarna och omvandla fönstren, som är arrangerade symmetriskt på fasaden.
Palatset är uppdelat i två byggnadskroppar. Muren är isolerad på båda våningarna. Porten är krönt av en rundad fronton som kommer från Medicibanken ('Banca Medicea) i Milano av  Filarete karakteristisk för den italienska Quattrocento. Heraldiska liljor och keruber används som dekorativa element.